# The Pearl-Qatar
The Pearl-Qatar é uma ilha artificial, em Doha, Catar. Com quase quatro milhões de metros quadrados, foi o primeiro território do Catar a estar disponível para propriedade plena de estrangeiros. Até à primavera de 2011, a ilha contava com mais de 3000 residentes.